# 마그리트상
마그리트상(영어: Magritte Award, 프랑스어: Magritte du cinéma)은 벨기에의 영화상이다. 앙드레 델보 아카데미가 주최하며, 2011년 처음으로 개최되었다. 프랑스의 영화상 세자르상을 모델로 했으며, 벨기에의 아카데미상으로도 여겨진다.

## 같이 보기
- 뤼미에르상